# Chołodna Hora (stacja metra)
Chołodna Hora (ukr. Холодна гора) – pierwsza stacja linii Chołodnohirśko-Zawodśkiej metra w Charkowie.